# Kladinský potok
Kladinský potok je levostranný přítok Jankovského potoka v okrese Pelhřimov v Kraji Vysočina. Délka jeho toku činí 11,1 km. Plocha povodí měří 27,1 km².

## Průběh toku
Potok pramení jižně od Proseče pod Křemešníkem v nadmořské výšce okolo 640 m. Zhruba dva kilometry východně od pramenné oblasti potoka se nachází vrch Křemešník (769 m), který je nejvyšším vrcholem Křemešnické vrchoviny. Po celé své délce teče potok převážně severním směrem. Na horním toku napájí tři malé rybníky, které jsou součástí přírodní památky nazývané Ivaniny rybníčky. Na středním toku protéká Kladinský potok stejnojmennou přírodní rezervací, pod níž zadržují jeho vody dva rozlehlé rybníky, které se nazývají Horní a Dolní Kladiny. Vlévá se jižně od obce Mladé Bříště do Jankovského potoka, na 9,2 říčním kilometru, v nadmořské výšce 487 m.

### Větší přítoky
Všechny jeho přítoky jsou malé a bezejmenné.

## Vodní režim
Průměrný průtok Kladinského potoka u ústí činí 0,19 m³/s.